# دوگا
دوگا یا توگا یک سکونتگاه بربر، پونیکی و رومی در نزدیکی تبرسق امروزی در شمال تونس بود. محوطه باستانی فعلی ۶۵ هکتار را پوشش می‌دهد.
یونسکو دوگا را در سال ۱۹۹۷ به‌عنوان میراث جهانی معرفی کرد و این سکونتگاه را نمایانگر «بهترین شهر کوچک رومی در شمال آفریقا» دانست. این مکان که در میان حومه شهر قرار دارد، از تهاجم شهرنشینی مدرن محافظت شده است، به عنوان مثال، برخلاف کارتاژ که بارها مورد غارت و بازسازی قرار گرفته است. ویژگی‌هایی که دوگا را به مکانی استثنایی بدل کرده است، مساحت آن، بناهای تاریخی به خوبی حفظ شده و تاریخ غنی بربر-نومیدیایی، پونیک، روم باستان و بیزانس است. از جمله معروف‌ترین بناهای تاریخی موجود در این محوطه می‌توان به مقبره لیبیکو-پونیک، عمارت حکومتی، تئاتر رومی، و معابد ساترن و یونو اشاره کرد.

## نگارخانه

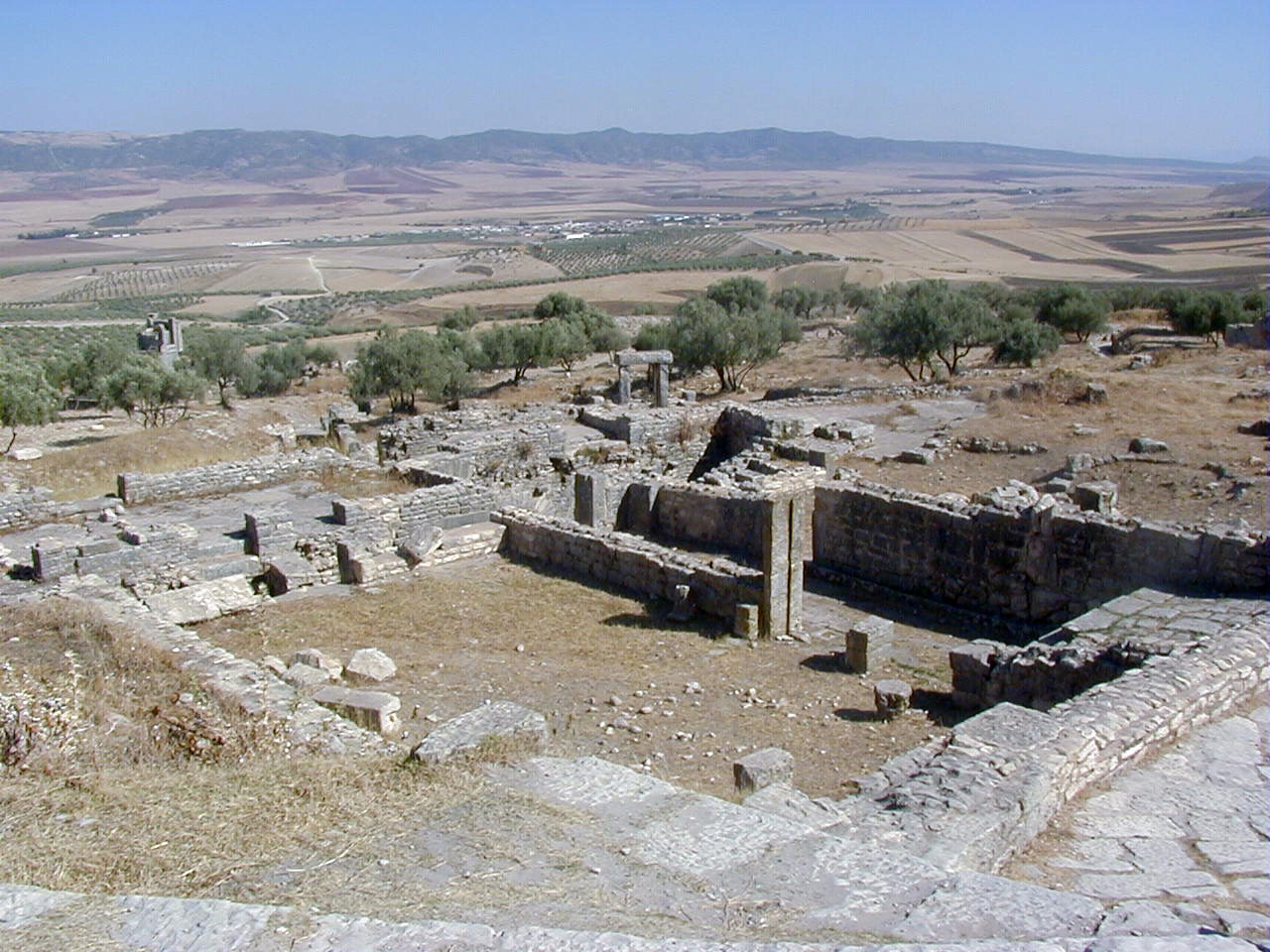
چشم‌انداز معبد پلوتون از سمت شمال
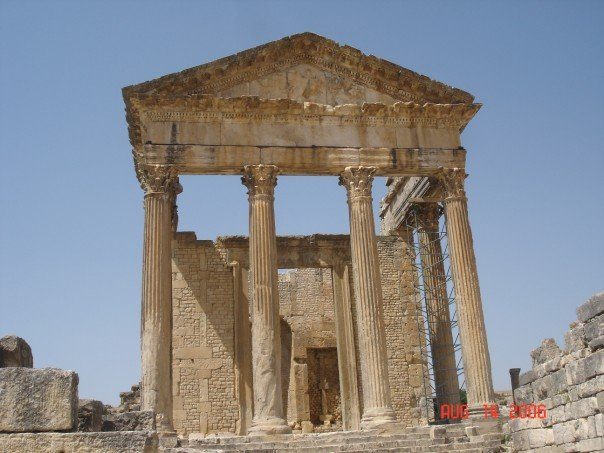
نمای روبروی کاپیتول (عمارت حکومتی)
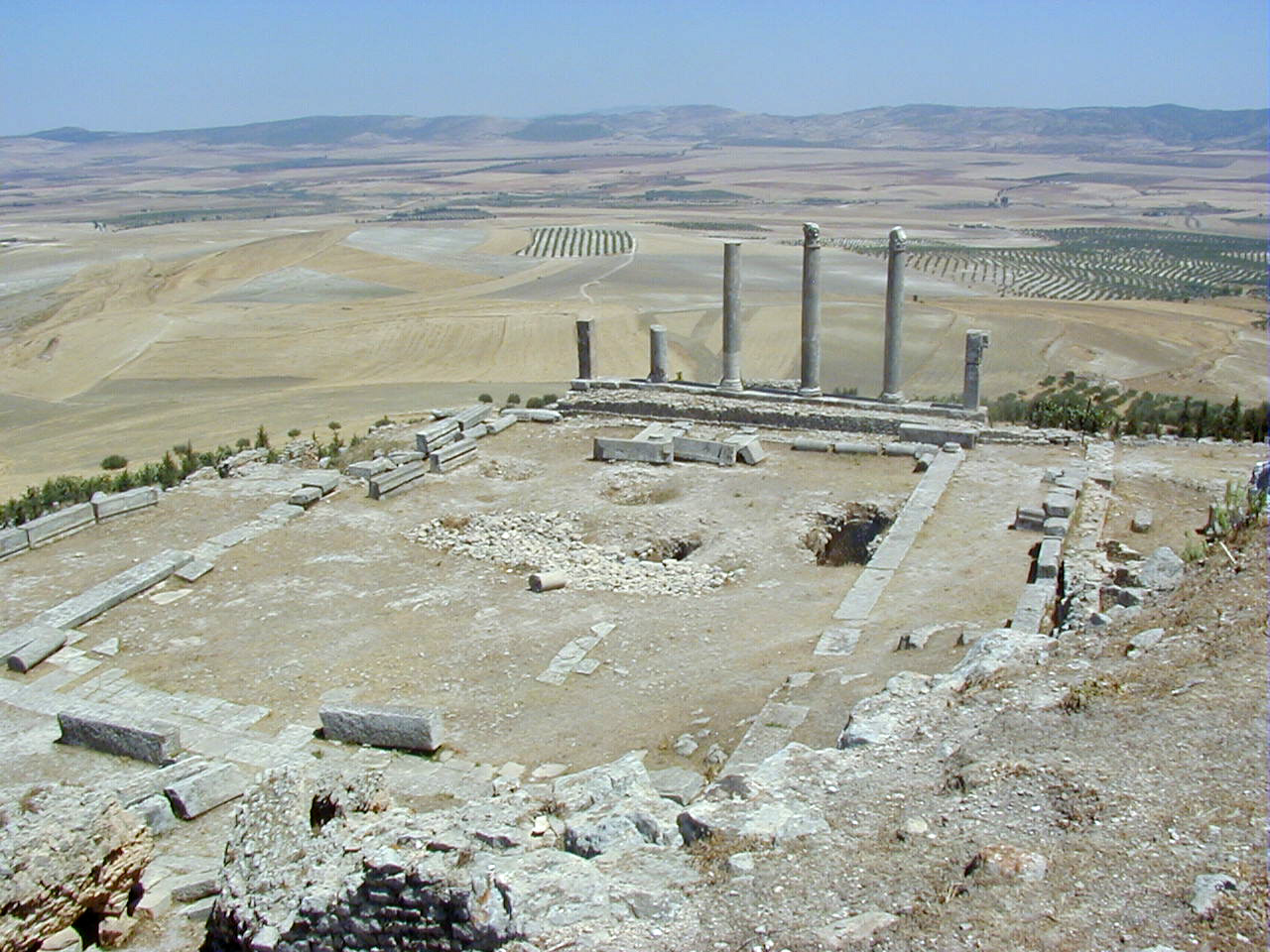
بقایای معبد ساترن مشرف به دره
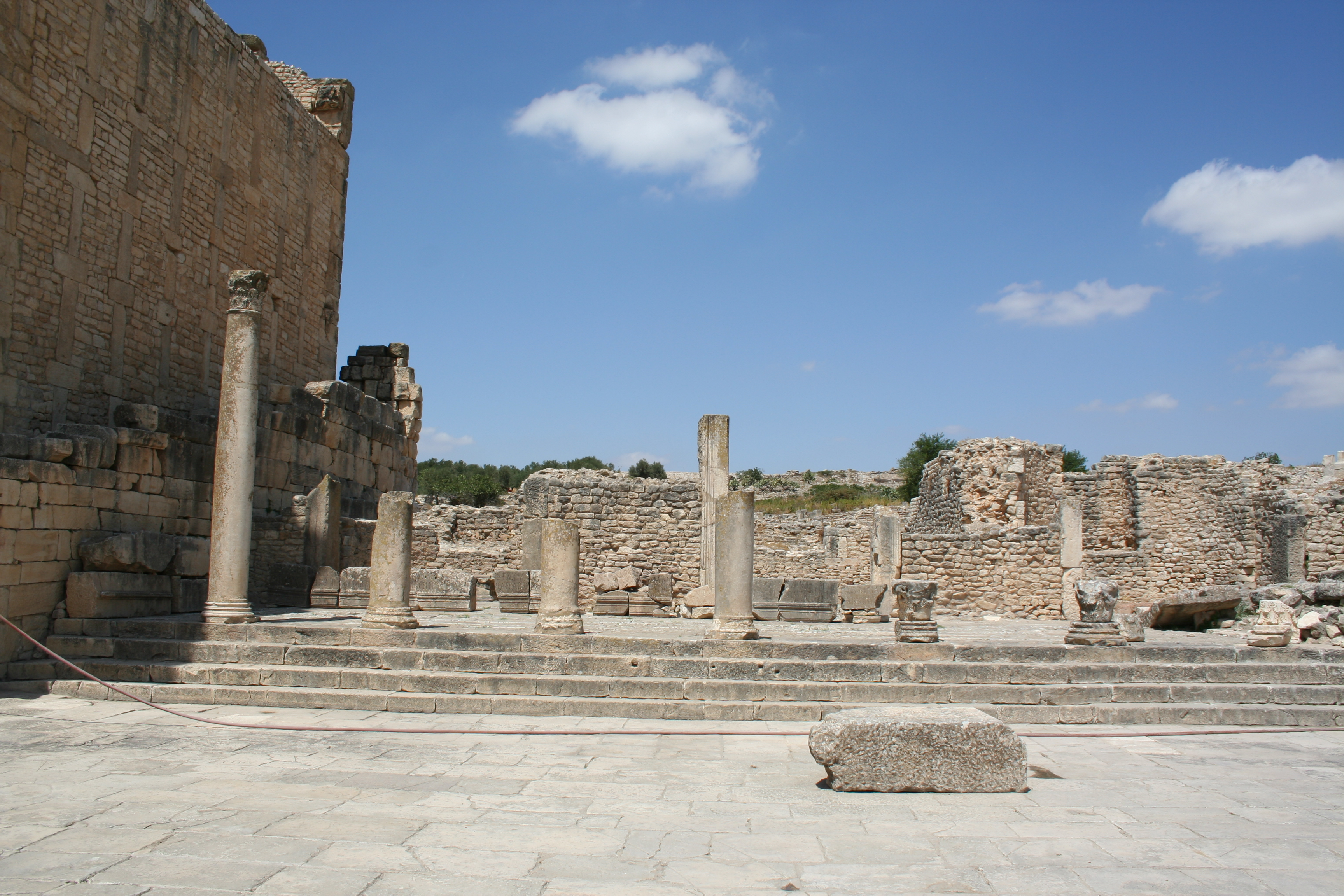
معبد مرکوری
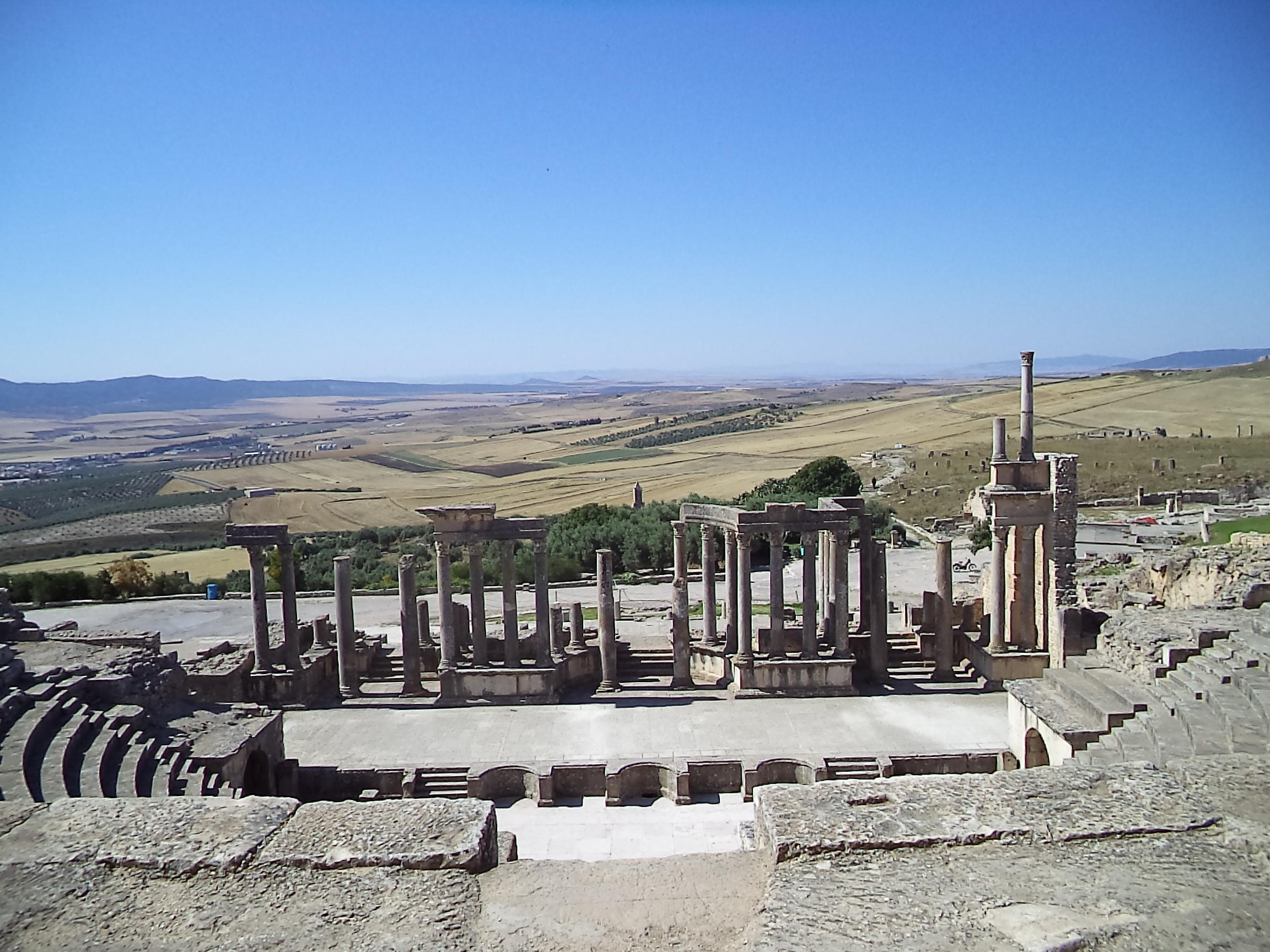
تئاتر رومی دوگا
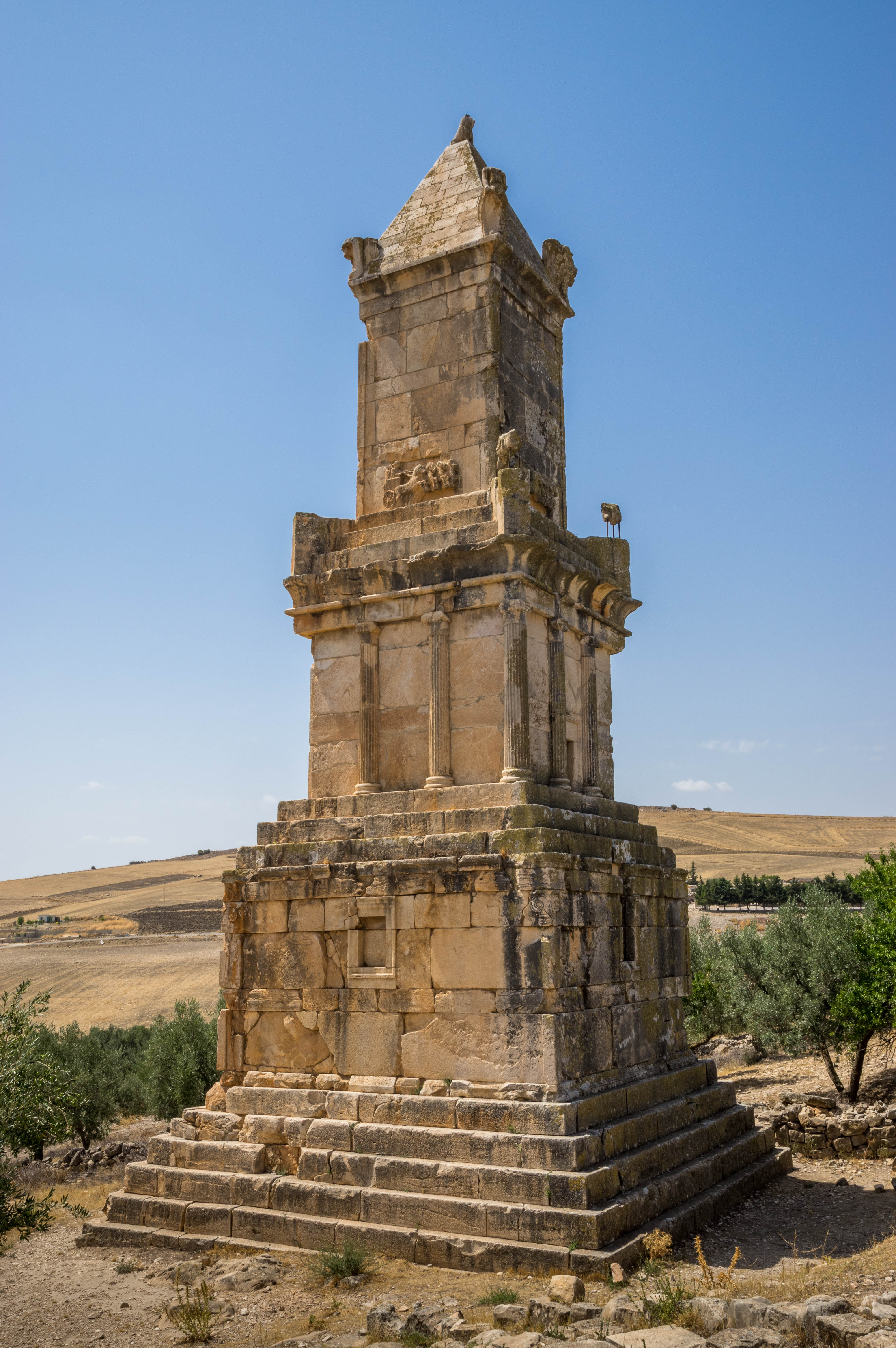
مقبره در وضعیت فعلی.
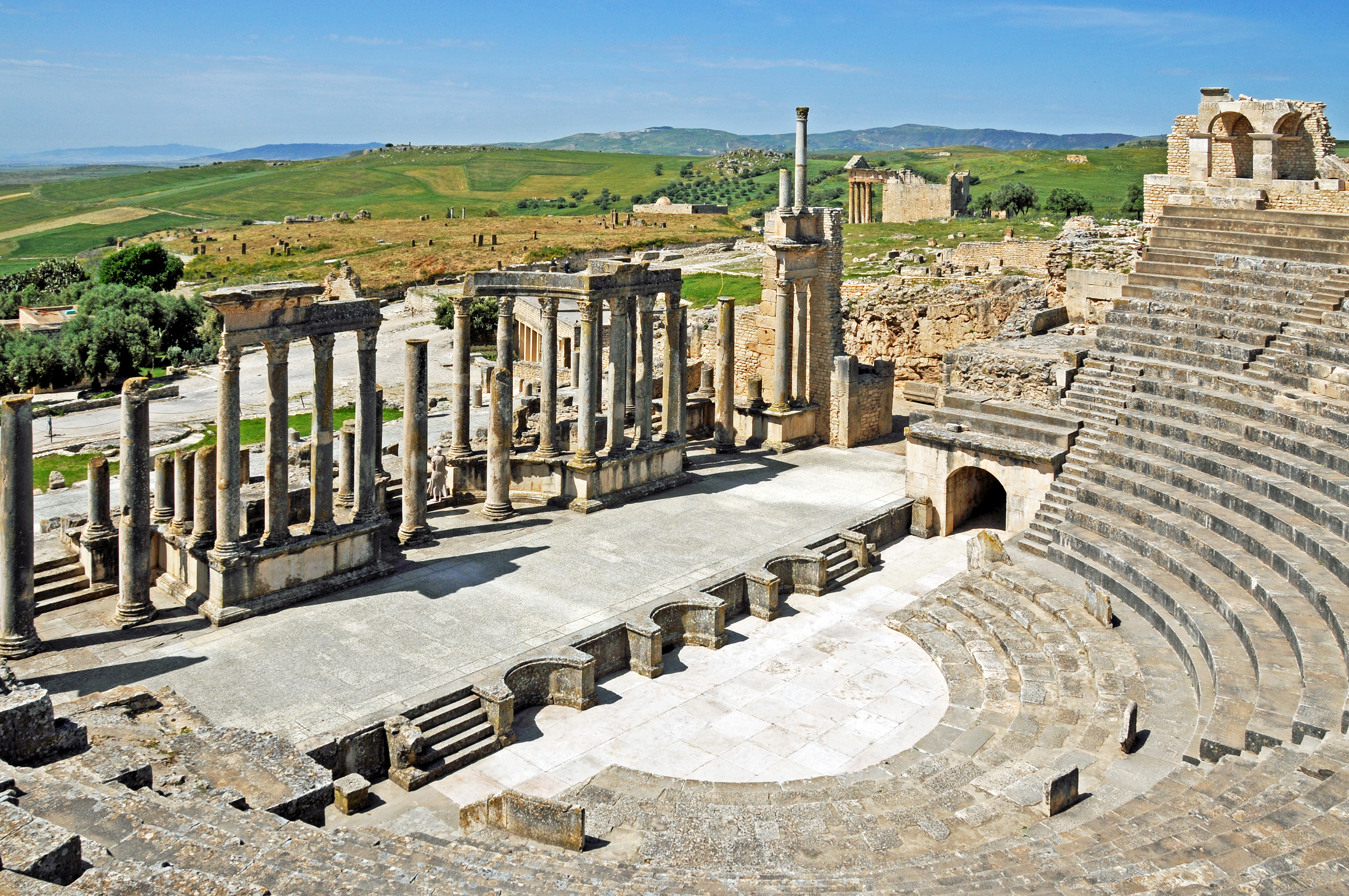
تئاتر رومی دوگا
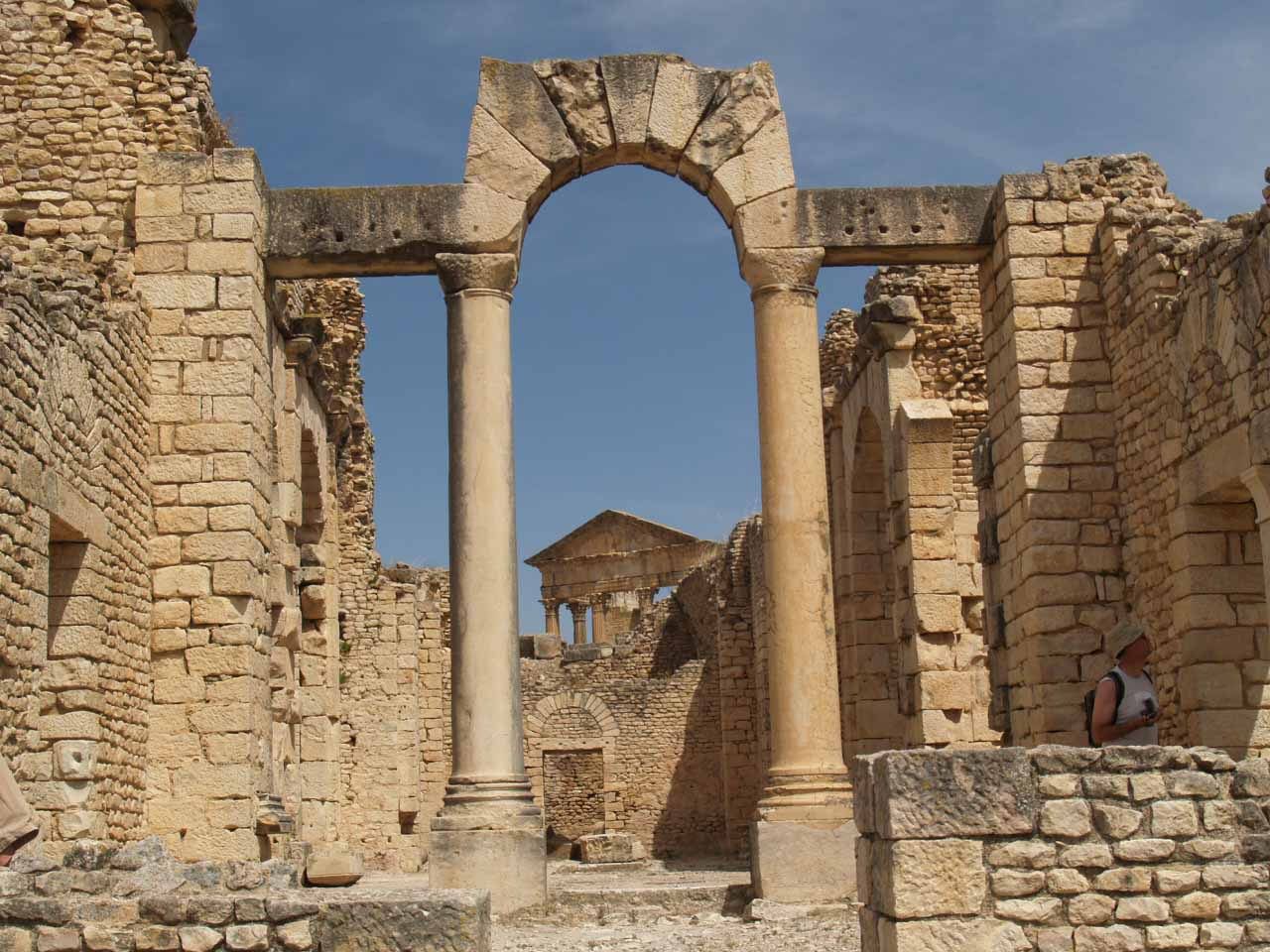
نمایی از کاپیتول